# Квант милосердия
«Квант милосердия» (англ. Quantum of Solace, дословно на русский — «Квант утешения») — двадцать второй фильм из серии фильмов EON Productions об английском агенте Джеймсе Бонде, герое романов Яна Флеминга. Посвящается столетию со дня рождения автора одноимённого рассказа — Яна Ланкастера Флеминга. Прямой сиквел фильма 2006 года Казино «Рояль»; снят Марком Форстером. Это второе появление Дэниела Крейга в роли агента 007.
По сюжету фильма, Бонд вступает в схватку с Домиником Грином (Матье Амальрик), членом организации «Квант». Тот представляется экологом, но на самом деле планирует устроить переворот в Боливии, чтобы завладеть её водными ресурсами. Бонд стремится отомстить за смерть Веспер Линд, ему помогает Камилла (Ольга Куриленко).
Продюсер Майкл Дж. Уилсон придумал сюжет фильма ещё во время съёмок «Казино „Рояль“». Нил Пёрвис, Роберт Уэйд, Пол Хаггис и Джошуа Зетумер приложили руку к сценарию. Название было выбрано в честь рассказа из сборника «Только для ваших глаз», хотя у сюжетов фильма и рассказа нет ничего общего. Уходя в сторону от обычных злодеев бондианы, Форстер отказался от всякого гротеска в образе Доминика Грина, сосредоточившись на скрытой и тайной природе современных корпоративных злодеев.
Премьера состоялась 29 октября 2008 года в Лондоне; в СНГ фильм вышел в прокат 6 ноября.
«Квант милосердия» получил более тусклые отзывы, чем «Казино „Рояль“», в первую очередь из-за менее динамичного сюжета, что и помешало ему заработать больше денег в прокате.

## Сюжет
Второй фильм, рассказывающий о первых годах работы Бонда на службе Её Величества. Действие начинается час спустя после событий фильма «Казино „Рояль“».
Бонда преследуют приспешники мистера Уайта, но он успешно отрывается от погони и привозит Уайта в убежище Ми-6 в Сиене. В процессе допроса мистер Уайт говорит, что у Организации свои люди есть везде. Как оказалось, он не врал: один из телохранителей М, Митчел, срывает допрос и убегает. Джеймс бросается за ним в погоню и, в конце концов, убивает.
Тем временем Ми-6 исследуют квартиру Митчела. Агенты находят там меченые купюры, связанные с Ле-Шиффром и переправленные на Гаити на счет некоего Эдмунда Слейта. 007 направляется в Порт-о-Пренс. В отеле он вступает в схватку со Слейтом, убивает его и забирает его кейс. На выходе из отеля его подбирает девушка Камилла, принявшая его за геолога, своего информатора в компании Green Planet («Зелёная планета»), владельцем которой является бизнесмен Доминик Грин. По пути они замечают слежку — мотоциклиста. Оторвавшись от погони, Бонд и Камилла замечают в кейсе фото Камиллы и пистолет. Девушка понимает, что Бонда подослали убить её, и выгоняет Бонда. 007 отбирает мотоцикл у преследователя и следует за Камиллой в порт.
В порту Грин встречается с боливийским генералом Медрано и заключает с ним сделку: Грин финансирует переворот в Боливии и взамен получает небольшой участок пустыни. В качестве подарка Доминик отдает генералу Камиллу, так как подозревает её в продаже информации. Генерал отплывает на катере, но Бонд в погоне и перестрелке похищает девушку (фактически спасая её).
Параллельно с этим Грин на борту своего самолёта заключает сделку с ЦРУ — те не вмешиваются в переворот и устраняют Бонда, взамен получая всю боливийскую нефть. Бонду через Ми-6 удается отследить пункт назначения рейса Доминика Грина — австрийский город Брегенц. Там на опере Тоска Грин и остальные члены Организации обсуждают свои дальнейшие планы, именуемые Квантом. Джеймс с помощью небольшой хитрости также проникает на спектакль, подслушивает переговоры и фотографирует нескольких членов Организации. Одним из этих членов оказывается Гай Хэнкс, помощник премьер-министра Британии. У выхода из театра Грин и Бонд сталкиваются. После небольшой погони Бонд сбрасывает с крыши одного из телохранителей Хэнкса, которого добивают люди Грина как лишнего свидетеля.
М думает, что убийца это Бонд, она отстраняет 007 от расследования, аннулирует его кредитки и паспорта.
В сложившийся ситуации Джеймс возвращается в Италию и обращается за помощью к Рене Матису, резиденту MI6 в Черногории, который ранее был ошибочно обвинен Бондом в предательстве. Вдвоем они летят в Ла-Пас, где у Матиса есть знакомый шеф полиции. В аэропорту их встречает сотрудница Британского консульства Строберри Филдс. Она говорит, что ей приказано вернуть Бонда обратно в Британию. Пока у них есть время до утреннего рейса, все трое идут на приём, устроенный Green Planet. Пока Матис общается со своими знакомыми, Грин и Бонд снова перекидываются парой фраз.
После банкета Бонд и Камилла едут в машине, но их останавливает полиция. В багажнике обнаруживается полумертвый Матис: Грин перед прилётом Матиса и Бонда перекупил полицию, искалечил Матиса и подкинул его Бонду в машину. Впрочем, Бонд избавляется от полицейских, но Матис погибает в результате выстрела одного из них.
Узнав о гибели Матиса, американцы вешают убийство на Бонда и требуют от Британии его отставки. М вызывают на ковер, где ей говорят, что если Англия не будет сотрудничать с Грином, то останется ни с чем, так как США делиться нефтью не станут.
В это время 007 и Камилла на самолёте обследуют пустыню, интересующую Грина. Их сбивают боливийские ВВС, но им удается приземлиться на парашюте в карстовую воронку. После небольшого исследования Джеймс понимает истинный план Грина: подписать нефтяной договор с США, а после переворота обвести американцев вокруг пальца, присвоить себе все запасы воды и оставить Америку ни с чем, так как никакой нефти в Боливии нет. Также Камилла рассказывает Бонду, что втерлась в доверие к Грину, чтобы выйти на генерала Медрано и убить его, так как тот в детстве жестоко убил её семью и поджег её дом.
По возвращении в отель агент 007 оказывается в ловушке — его поджидали агенты Ми-6. Ему показали труп мисс Филдс, полностью облитый нефтью. М даёт приказ взять Бонда под стражу, но когда тот расправляется с конвоем, отдает приказ проследить за ним, так как тот вышел на след, тем самым проигнорировав требования ЦРУ. Бонд встречается со своим знакомым из ЦРУ Феликсом Лейтером. Тот говорит агенту 007, что Медрано связан по рукам, пока не подкупит армию и шефа полиции и что генерал Медрано и Доминик Грин встретятся в отеле посреди пустыни.
Джеймс с Камиллой проникают в отель. Там Грин отдает деньги боливийскому генералу, а также вынуждает Медрано подписать выгодный для Организации договор. Воспользовавшись советом Джеймса, Камилла в схватке с трудом убивает убийцу её семьи. Отель взрывается и горит, но герои спасаются.
Бонд выезжает на автомобиле в пустыню, открывает багажник и вытаскивает оттуда Грина (у которого Бонд ранее успел выпытать все сведения про Квант), затем агент 007 бросает его посреди пустыни с банкой машинного масла, а сам уезжает на джипе.
Распрощавшись с Камиллой, Джеймс прибывает в Казань и находит любовника Веспер Юсефа Кабиру, члена Организации. Он советует его новой жертве Корин Винау, сотруднице канадской разведки, проверить все каналы информации на предмет утечки, а любовника оставляет Ми-6.
М сообщает 007, что нашли Грина посреди боливийской пустыни с двумя пулями в затылке, а в желудке обнаружили машинное масло, и что Лейтера повысили до главы Южноамериканского отдела ЦРУ.
После всего Бонд выбрасывает на снег алжирский узелок любви, принадлежавший Веспер и подаренный её любовником.

## В ролях
| Актёр              | Роль                                                       |
| ------------------ | ---------------------------------------------------------- |
| Дэниел Крейг       | Джеймс Бонд                                                |
| Матье Амальрик     | Доминик Грин, главный злодей фильма                        |
| Ольга Куриленко    | Камилла, бывший агент разведки Боливии                     |
| Джемма Артертон    | Строберри Филдс, агент МИ-6                                |
| Джуди Денч         | М, глава британской секретной службы МИ-6, начальник Бонда |
| Джеффри Райт       | Феликс Лейтер, союзник Бонда из ЦРУ                        |
| Йеспер Кристенсен  | мистер Уайт                                                |
| Джанкарло Джаннини | Рене Матис, резидент MI6 в Черногории                      |
| Хоакин Козио       | генерал Медрано                                            |
| Рори Киннир        | Билл Таннер, заместитель М                                 |
| Саймон Кассианидис | Юсеф Кабира                                                |
| Стана Катич        | Корин Винау                                                |
| Анатоль Таубман    | Элвис, правая рука Доминика Грина                          |

| Актёр                       | Роль                                                                |
| --------------------------- | ------------------------------------------------------------------- |
| Дэвид Харбор                | Грэгг Бим, шеф в ЦРУ в Южной Америке                                |
| Фернандо Гильен Куэрво      | полковник боливийской полиции Карлос, контакт Матиса                |
| Пол Риттер                  | Гай Хейнс, специальный посланник при Премьер-министре и член Кванта |
| Тим Пиготт-Смит             | Министр иностранных дел Великобритании                              |
| Нил Джексон                 | Эдмунд Слейт, контакт Митчелла                                      |
| Гленн Фостер                | Крейг Митчелл, телохранитель М и двойной агент                      |
| Уна Чаплин                  | девушка на ресепшене в отеле «Перла де лас Дюнас»                   |
| Лукреция Ланте Делла Ровере | Джемма, девушка Матиса                                              |
| Элисабет Арсиньега          | девушка мистера Уайта                                               |

## Съёмки
Съёмки фильма стартовали 7 января 2008 года. Картину снимали на территории 6 стран: Панамы, Италии, Великобритании, Австрии, Чили и Мексики. Натуральные съёмки проходили в Панаме, Чили, Италии и Австрии, в то время как интерьеры для сцен были возведены на студии «Пайнвуд». Для проб, тренировок и съёмок фильма закупили 200 тыс. зарядов холостых боеприпасов.
Форстер поставил себе цель снять современный фильм, который также включал бы классические приёмы кино: для сцены воздушного боя был использован поршневой самолёт (учебно-штурмовой самолёт SIA Marchetti SF.260TP). Дизайн декораций ставила Денниса Гасснера — реминисценция работы Кена Адама в нескольких ранних фильмах о Бонде.
Начальная сцена фильма снималась восемь недель в трёх разных областях Италии.
Воздушные съёмки проводились в Мексике в засушливых горах штата Нижняя Калифорния, в маленьком аэропорту недалеко от города Сан-Фелипе. В этой сцене Бонд летит на довоенном самолёте «Дуглас DC-3», который атакуют самолёт «Маркетти», оснащенный пулеметами, и ударный вертолёт. В целях безопасности и сохранения окружающей среды перестрелку и дым добавили к съёмке позже с помощью спецэффектов.
На фоне озера Гарда на севере Италии снималась автопогоня «Астон Мартин» против «Альфа Ромео». Продолжение гонки снимали в Карраре, в каменоломне, возраст которой более 2 тысячи лет. Съёмки гонки продолжились в историческом центре Сиены. За год до этого специально были отсняты бега на празднике Палио.
Отель «Andean Grand Hotel», выбор Бонда по прибытии в Ла-Пас, на самом деле здание Национального института культуры в Каско Вьехо (Панама). Военные казармы Bruneval Barracks в Олдершоте послужили для съёмок снежной Казани, где Бонд выследил Юсефа, того алжирца, который предал Веспер, и передал его МИ-6.
«Клуб реформ» был использован в качестве правительственного здания, где министр иностранных дел отчитывает M за буйное поведение Бонда и приказывает ей отстранить Бонда от преследования мистера Грина.
Площадь Пьяцца-дель-Кампо, Сиена: съёмки погони заканчиваются в историческом центре Сиены, где кадры Палио снимались отдельной группой годом ранее. Вторая съемочная группа снимала погоню Бонда без автомобиля на площади Пьяцца-дель-Кампо и по рассыпающимся крышам города. Кульминация погони наступает в художественной галерее, построенной в павильоне 007 киностудии Pinewood Studios в Великобритании. Сцена в здании оперного театра, где Бонд обнаруживает Грина на секретной встрече с несколькими самыми могущественными людьми в мире, снималась по ночам на протяжении двух недель в Доме Фестивалей города Брегенц в Австрии; Бонда снимают на фоне знаменитых декораций, созданных для оперы «Тоска» сезона 2007/08. Оперные певцы, занятые в «Тоске», выступали на плавающей сцене, окруженной водами Боденского озера, на фоне огромного голубого глаза. Более тысячи человек, одетых в костюмы с галстуками и вечерние платья, были приглашены на съёмки для исполнения роли аудитории в огромном амфитеатре, который вмещает 7 тысяч зрителей.

## Съёмочная группа
- Автор сценария: Пол Хаггис, Нил Пёрвис, Роберт Уэйд, Ян Флеминг[5](персонажи), Майкл Дж. Уилсон (идея), Джошуа Зитумер (в титрах не указан)
- Режиссёр: Марк Форстер
- Оператор-постановщик: Роберто Шэфер
- Композитор: Дэвид Арнольд
- Продюсер: Барбара Брокколи, Каллум МакДугалл, Энтони Вайе, Грегг Уилсон, Майкл Дж. Уилсон

## Саундтрек
Написавший музыку для четырех предыдущих фильмов о Бонде композитор Дэвид Арнольд создал основную партитуру к фильму. Арнольд сочинил музыку на основе впечатлений от чтения сценария. Заглавную песню исполнила Алиша Киз и Джек Уайт.

## Факты
- Героиня Ольги Куриленко — первая девушка Бонда в истории «бондианы», которую суперагент не пытался соблазнить[7].
- В фильме не прозвучала известная фраза главного героя «Меня зовут Бонд. Джеймс Бонд»[8].
- В фильме использовался телефон (камерофон) Sony Ericsson C902[9].
- Русскоязычное название фильма («Квант милосердия») не совсем точно отражает его оригинальное название Quantum of Solace. Более точный перевод — «Квант утешения».
- Штаб-квартиру MI6 изображает жилой комплекс «Барбикан»[10].

## Номинации
- 2009 год — Премия «BAFTA» за лучший звук
- 2009 год — Премия «BAFTA» за лучшие визуальные эффекты
- 2009 год — Кинонаграды «MTV-Россия» за лучший иностранный фильм

## Сборы
Бюджет фильма составил 200 млн долл.
В прокате с 14 ноября 2008 по 25 января 2009, наибольшее число показов в 3501 кинотеатрах единовременно. За время проката собрал в мире 586 090 727 $ из них 168 368 427 $ в США и 417 722 300 $ в остальном мире. В странах СНГ фильм собрал 18 054 093 $.